# Tajura (distrito)
Tajura (em árabe: تاجوراء; romaniz.: Tajurah) foi um distrito da Líbia. Foi criado em 1983, durante a reforma daquele ano, e tinha capital em Tajura. Em 1987, porém, seu nome já não é citado nas listas de subdivisões do país, e quando reaparece em 2001, fazia parte do distrito de Tajura e Arba.